# Ligne de tramway 253
La ligne 253 d'après son numéro de tableau horaire est une ancienne ligne de tramway du Groupe d'Itegem de la Société nationale des chemins de fer vicinaux (SNCV) qui a fonctionné entre le 5 octobre 1908 et le 15 décembre 1947.

## Histoire
Elle est supprimée le 15 décembre 1947 et ses voies sont fermées à tout-trafic à l'exception de la section  Tremelo Station - Werchter Route de Tremelo. Elle est remplacée entre Lierre et Koningshooikt par la ligne d'autobus 800 Malines - Lierre et entre Putte et Tremelo par la ligne d'autobus 797 Malines - Putte - Tremelo - Aarschot, la section Koningshooikt - Putte n'est pas remplacée.
Vers 1953, la ligne 797 voit son itinéraire modifié et passe par le centre de Grasheide (nl) (Écoles).

## Exploitation

### Horaires
Tableaux :
- 253 en 1931[4] ;
- 797 (Malines - Tremelo, bus) et 800 (Malines - Lierre, bus) en 1950[2].